# Макаров, Михаил Олегович
Михаи́л Оле́гович Мака́ров (12 марта 1962, Ленинград, РСФСР, СССР — 1988, СИЗО «Кресты», Ленинград, РСФСР, СССР) — советский серийный убийца, грабитель и педофил, совершивший три убийства и одно покушение на убийство в Ленинграде с февраля по май 1986 года. Приговорён к смертной казни и расстрелян по приговору суда в 1988 году.

## Биография

### Жизнь до убийств
Михаил Макаров родился 12 марта 1962 года в Ленинграде в рабочей семье. Окончил 8 классов средней школы, после чего поступил в профессионально-техническое училище и стал членом ВЛКСМ. Отслужив после училища в армии, он вернулся в Ленинград и устроился путевым монтёром в «Ленгидроэнергоспецстрой». Макаров вскоре женился, но его семейная жизнь сложилась неудачно. Он жил с родственниками жены, которые постоянно упрекали его в неспособности добиться от руководства предприятия, на котором он работал, выделения отдельной квартиры, называя «нахлебником» и «неудачником». В свободное от работы время будущий убийца увлекался чтением детективной литературы и просмотром кинофильмов на эту тему. По его словам, он «хотел испытать те же чувства, что и преступники, убийцы и насильники». Макаров часто фантазировал, как убьёт родителей жены, однако осознавал, что в этом случае станет первым подозреваемым, и не рисковал воплощать свои фантазии в жизнь. Своё намерение начать преступную жизнь Макаров объяснил желанием «добыть деньги на покупку кооперативной квартиры».

### Убийства
В феврале 1986 года Михаил Макаров напал на 10-летнего школьника Игоря Семёнова. Преступник проник в квартиру под предлогом написать записку соседям, нанёс ребенку множество ударов отвёрткой в грудь и голову, после чего, обыскав квартиру, забрал все деньги и показавшиеся ему ценными вещи. Мальчик притворился мёртвым, чем спас свою жизнь, однако из-за ранений навсегда остался инвалидом. Перед уходом Макаров затушил о тело жертвы сигарету, однако тот, несмотря на сильную боль, даже не шевельнулся, в результате чего Макаров, посчитав его мёртвым, спокойно покинул место преступления.
Первое убийство Макаров совершил 7 апреля 1986 года. Его жертвой стала 9-летняя Даша Михеева. Преступник изнасиловал девочку и нанёс ей не менее 30 ударов заточенной отвёрткой, после чего ограбил квартиру, похитив деньги, украшения и различные ценные и малоценные вещи, включая детские игрушки.
Следующим было убийство пенсионерки Маргариты Энден — ветерана Великой Отечественной войны, жительницы блокадного Ленинграда. Она вышла к мусоропроводу, когда Макаров находился в подъезде в поисках очередной квартиры для совершения преступления. Женщина, увидев незнакомого парня, упрекнула его — «ходят тут всякие». За это оскорблённый Макаров затащил её в квартиру и 51 раз ударил отвёрткой, однако грабить квартиру не стал, так как, по его словам, «там нечем было поживиться».
20 мая Макаров убил 5-летнюю Машу Вострякову. На этот раз преступник, желая направить следствие по ложному пути, решил симулировать действия невменяемого. Для этого он устроил в квартире беспорядок и размазал по стенам зелёнку и мумиё. Кроме денег, ювелирных изделий и малоценных вещей, из квартиры была похищена книга «Тысяча и одна ночь» издательства «Ирфон» города Душанбе. Однако преступник совершил крупную ошибку. Обычно выслеживая детей на улице, в этот раз он стал ходить по квартирам в поисках подходящей жертвы. Проникнув в одну из них под видом работника детской библиотеки, Макаров увидел, что мать мальчика, который открыл ему дверь, находится дома, испугался и покинул квартиру, однако женщина хорошо запомнила подозрительного парня, и вскоре у милиции уже был его фоторобот.

### Арест, следствие и суд
Макаров решил отнести украденную книгу «Тысяча и одна ночь» в букинистический магазин, который давал объявление в газету о покупке редких изданий книг, но продавец заметил кровь на одной из страниц и после того, как Макаров ушёл, позвонил в милицию. По документам установили личность принёсшего книгу. В этот же день убийца был задержан возле своей квартиры, когда возвращался из магазина с продуктами. После поимки Макаров сразу же сознался во всех преступлениях — 3 убийствах и одном покушении.
Макаров также показал подвал на окраине Ленинграда, в котором сотрудники милиции обнаружили тайник с частью награбленного. Другую часть, по собственным словам, Макаров продавал случайным прохожим или знакомым. Некоторые из украденных на месте преступлений вещей дарил родителям жены, после чего они на некоторое время отставали от него с упрёками.
27 ноября 1987 года Макаров был приговорён к высшей мере наказания — смертной казни через расстрел с конфискацией имущества. Вскоре он написал прошение о помиловании, в котором просил направить его в Афганистан, чтобы «кровью искупить вину». Прошение было отклонено. В 1988 году приговор был приведён в исполнение.

## В массовой культуре
- Документальный фильм «Палач и дети» из цикла «Следствие вели» (2009)
- Документальный фильм «Арабские сказки» из цикла «Легенды советского сыска» (2017)